# Дифлугия
Дифлугията (Difflugia) е едноклетъчно животно (Protozoa) и се отнася към черупчестите амеби. Формата на дифлугиите е различна, но най-често преобладаващата е заоблена и крушовидна, с един широк отвор, през който излизат псевдоподите. Тяхната черупка е образувана на органична основа, като впоследствие прилепналите по нея песъчинки ѝ придават завършен вид.
Размножението на дефугията протича чрез просто делене на две. Поради наличието на черупка, половината цитоплазма се подава извън нея, същевременно образувайки нова черупка. След преминаването на новото ядро към цитоплазмата връзката между двата организма се прекъсва и те заживяват самостоятелно.